# شانزدهمین دوره کتاب سال جمهوری اسلامی ایران
مراسم شانزدهمین دوره کتاب سال جمهوری اسلامی ایران در بهمن ۱۳۷۷ در تهران برگزار شد.

## آثار منتخب
| فرهنگنامه کودکان و نوجوانان                            | شورای کتاب کودک زیر نظر توران میرهادی و ایرج جهانشاهی |                                     |                        | شرکت تهیه و نشر فرهنگنامه کودکان و نوجوانان     | ۱۳۷۶      | برگزیده      | دائرةالمعارف‌ها           |
| پایدیا                                                 | ورنریگر                                               | محمدحسن لطفی                        |                        | خوارزمی                                         | ۱۳۷۶      | برگزیده      | فلسفه غرب و شرق          |
| نهج السعادهٔ فی مستدرک نهج البلاغه                      | شیخ محمد باقر المحمودی                                |                                     |                        | ارشاد                                           | ۱۴۱۸ق     | برگزیده      | حدیث و رجال              |
| شرح فصوص الحکم                                         | محمد داود قیصری                                       |                                     | سید جلال الدین آشتیانی | شرکت انتشارات علمی و فرهنگی                     | ۱۳۷۶      | برگزیده      | عرفان                    |
| طرح‌های آماری در پژوهش‌های کشاورزی                       | بهمن یزدی، عبدالمجید رضایی، مصطفی ولی زاده            |                                     |                        | انتشارات دانشگاه تهران                          | ۱۳۷۶      | برگزیده      | کشاورزی                  |
| کنترل بیولوژیکی عوامل بیماری‌زای گیاهی خاکزاد           | دی هورنبای                                            | احمد علوی و علی آهون منش            |                        | آموزش کشاورزی                                   | ۱۳۷۶      | برگزیده      | کشاورزی                  |
| بیماری‌های قابل انتقال بین انسان و حیوان                | سرویراستار: جیمز اچ استیل                             | اسماعیل ذوقی                        |                        | مؤسسه تحقیقات و سرم سازی رازی                   | ۱۳۷۶–۱۳۷۲ | برگزیده      | پزشکی                    |
| کتاب موسیقی کبیر                                       | فارابی                                                | آذرتاش آذرنوش                       |                        | پژوهشگاه علوم انسانی و مطالعات فرهنگی           | ۱۳۷۶      | برگزیده      |                          |
| تاریخ ادبیات ایران پیش از اسلام                        | احمد تفضلی، به کوشش ژاله آموزگار                      |                                     |                        | سخن                                             | ۱۳۷۶      | برگزیده      | تاریخ و نقد              |
| دیوان حافظ                                             | رشید عیوضی                                            |                                     | رشید عیوضی             | صدوق                                            | ۱۳۷۶      | برگزیده      | متون قدیم                |
| فرهنگنامه ادبی فارسی (دانشنامه ادب فارسی؛ ۲)           | حسن انوشه                                             |                                     |                        | وزارت فرهنگ و ارشاد اسلامی                      | ۱۳۷۶      | شایسته تقدیر | دائرةالمعارف‌ها           |
| تربیت و جامعه‌شناسی                                     | امیل دورکیم                                           | علیمحمد کاردان                      |                        | دانشگاه تهران، مؤسسه انتشارات و چاپ             | ۱۳۷۶      | شایسته تقدیر | روان‌شناسی                |
| رهاورد خرد (تحف العقول)                                | حسن بن علی بن شعبه                                    | پرویز اتابکی                        |                        | فرزان روز                                       | ۱۳۷۶      | شایسته تقدیر | حدیث و رجال              |
| تهذیب الاحکام(فی شرح المقنعه)                          | شیخ طوسی                                              |                                     | علی اکبر غفاری         | نشر صدوق                                        | ۱۳۷۶      | شایسته تقدیر | حدیث و رجال              |
| الفصول المهمه فی اصول الائمه                           | محمد بن حسن حر عاملی                                  |                                     |                        | مؤسسه معارف اسلامی امام رضا (ع)                 | ۱۴۱۸ق     | شایسته تقدیر | حدیث و رجال              |
| الهدایه                                                | شیخ صدوق                                              |                                     | مؤسسه امام هادی        | مؤسسه امام هادی                                 | ۱۳۷۶      | شایسته تقدیر | کلام                     |
| تاریخ المصادر                                          | احمد بیهقی                                            |                                     | هادی عالم زاده         | پژوهشگاه مطالعات و علوم انسانی                  | ۱۳۷۶–۱۳۶۶ | شایسته تقدیر | زبان عربی                |
| تاریخ جبر، از خوارزمی تا امی نوتر                      | لیندرت و اندر واردن                                   | محمد قاسم و حیدری اصل، علیرضا جمالی |                        | مبتکران                                         | ۱۳۷۶      | شایسته تقدیر | ریاضیات                  |
| فیزیک کوانتومی                                         | استیفن گازیروویچ                                      | ناصرشاه طهماسبی                     |                        | کتابستان                                        | ۱۳۷۶      | شایسته تقدیر | فیزیک                    |
| رؤیایی یک نظریه نهایی                                  | استیفن واینبرگ                                        | سیروس فرمانفرمابیان                 |                        | فرزان روز                                       | ۱۳۷۶      | شایسته تقدیر | فیزیک                    |
| ترمودینامیک آماری (مبانی و کاربردها                    | غلامعباس پارسافر                                      |                                     |                        | دانشگاه صنعتی اصفهان                            | ۱۳۷۶      | شایسته تقدیر | شیمی                     |
| ارتدنسی نوین                                           | ویلیام ر. پروفیت، هنری و. فیلدز                       | محمد باصفا                          |                        | دانشگاه علوم پزشکی مشهد                         | ۱۳۷۶      | شایسته تقدیر | پزشکی                    |
| مدیریت پرستاری و مامایی                                |                                                       | شیفته هروآبادی، اکرم مرباغی         |                        | دانشگاه علوم پزشکی و خدمات بهداشتی-درمانی ایران | ۱۳۷۶      | شایسته تقدیر | پزشکی                    |
| نگرش نوین بر طراحی سیستم راهگاهی                       | محمود بوترابی و همکاران                               |                                     |                        | دانشگاه علم و صنعت ایران                        | ۱۳۷۶      | شایسته تقدیر | مواد و معدن              |
| تکنولوژی تولید                                         | لیندیک، ویلیامز، ویسکانت                              | علی حائریان اردکانی و فرشید فرشچی   |                        | فرهنگستان                                       | ۱۳۷۶      | شایسته تقدیر | مواد و معدن              |
| مدارهای غیرفعال مایکروویو                              | پیتر ریزی                                             | فرخ حجت کاشانی، کامران خراسانی      |                        | دانشگاه علم و صنعت ایران                        | ۱۳۷۶      | شایسته تقدیر | برق                      |
| مکانیک مهندسی (جلد اول) دینامیک برداری                 | نصرالله پاینده                                        |                                     |                        | دانشگاه تهران، مؤسسه انتشارات و چاپ             | ۱۳۷۶      | شایسته تقدیر | مکانیک                   |
| اصول و طراحی ماشین                                     | پ. ارلف                                               | پرویز هجرتی                         |                        | گوتنبرگ                                         | ۱۳۷۶      | شایسته تقدیر | مکانیک                   |
| تحلیل دستگاه‌های مکانیکی به کمک کامپیوتر                | پرویز نیک روش                                         | ناصر سلطانی و عباس راستگو           |                        | دانشگاه تهران، مؤسسه انتشارات و چاپ             | ۱۳۷۶      | شایسته تقدیر | مکانیک                   |
| هندبوک مهندسی سیمان-مواد نسوز و مصالح ساختمانی         | منوچهر بکائیان                                        |                                     |                        | مرکز آموزش نیروی انسانی مجتمع صنعتی سیمان آبیک  | ۱۳۷۶      | شایسته تقدیر | مهندسی عمران             |
| رفتار فازی هیدروکربن‌ها                                 | طارق احمد                                             | بابک امین شهیدی، رضا نعیمی تاجدار   |                        | دانشگاه فردوسی مشهد                             | ۱۳۷۶      | شایسته تقدیر | مهندسی شیمی              |
| نصفیه و فرآوری گاز                                     | رابرت ن. مادوکس                                       | محمود مشفقیان، جعفر جوانمردی        |                        | دانشگاه شیراز                                   | ۱۳۷۶      | شایسته تقدیر | مهندسی شیمی              |
| آمار مهندسی                                            | آلبرت ه. باوکر، جرالد ج. لیبر من                      | هاشم محلوجی                         |                        | مرکز نشر دانشگاهی                               | ۱۳۷۶      | شایسته تقدیر | مهندسی صنایع             |
| ساماندهی معماری و مسکن مناطق مرکزی افغانستان-هزاره جات | سلطان حسین حصاری                                      |                                     |                        | دانشگاه شهید بهشتی                              | ۱۳۷۶      | شایسته تقدیر | معماری                   |
| تاریخ عکاسی و عکاسان پیشگام ایران                      | یحیی ذکاء                                             |                                     |                        | شرکت انتشارات علمی و فرهنگی                     | ۱۳۷۶      | شایسته تقدیر | عکاسی                    |
| فرهنگ ادبیات جهان                                      | زهرا خانلری                                           |                                     |                        | خوارزمی                                         | ۱۳۷۶      | شایسته تقدیر | کلیات                    |
| پسران سفیدرود                                          | محمدرضا محمدی پاشاک                                   |                                     |                        | کانون پرورش فکری کودکان و نوجوانان              | ۱۳۷۶      | شایسته تقدیر | ادبیات کودکان و نوجوانان |
| خانه درختی من                                          | جین گرین هدجرج                                        | پروین علی پور                       |                        | حوزه هنری سازمان تبلیغات اسلامی                 | ۱۳۷۶      | شایسته تقدیر | ادبیات کودکان و نوجوانان |
| آبی که می‌نوشیم                                         | اسماعیل عباسی                                         |                                     |                        | کانون پرورش فکری کودکان و نوجوانان              | ۱۳۷۶      | شایسته تقدیر | ادبیات کودکان و نوجوانان |
| آشنایی با دیابت                                        | اسدالله رجب زاده، فاطمه طالقانی                       |                                     |                        | کارنامه                                         | ۱۳۷۶      | شایسته تقدیر | ادبیات کودکان و نوجوانان |
| بچه‌ها و حفاظت از زمین                                  | جان جاونا                                             | محمدرضا هراتی                       |                        | فنی ایران                                       | ۱۳۷۶      | شایسته تقدیر | ادبیات کودکان و نوجوانان |
| اسرار طبیعت                                            | انجلا ویکلز                                           | شهلا افشار سلیمانی                  |                        | کانون پرورش فکری کودکان و نوجوانان              | ۱۳۷۶      | شایسته تقدیر | ادبیات کودکان و نوجوانان |
| حکایت همچنان باقی                                      | عبدالحسین زرین کوب                                    |                                     |                        | سخن                                             | ۱۳۷۶      | شایسته تقدیر | ادبیات کودکان و نوجوانان |
| شور نقاشی (زندگی و آثار برگزیده محمدرضا ایرانی)        | بهرام حمایت                                           |                                     |                        | مؤلف                                            | ۱۳۷۶      | شایسته تقدیر | ادبیات کودکان و نوجوانان |
| تاریخ تشیع                                             | محمدکاظم خواجویان                                     |                                     |                        | جهاد دانشگاهی مشهد                              | ۱۳۷۶      | شایسته تقدیر | تاریخ اسلام              |